# 真夜中の12時
真夜中の12時（まよなかのじゅうにじ）は、日本の2人組YouTuber。2021年末までは5人組で活動していた。2019年11月20日結成。所属事務所はBOY NEXT DOOR。

## メンバー
相馬理（そうまさとる）、新納直（にいのなお）の2人体制で活動。かつては目黒耕平（めぐろこうへい）、齋藤天晴（さいとうてんせい）、馬場健太（ばばけんた）の3人を含めた5人組で活動していたが、2021年末をもって卒業した。

## 書籍
- First Midnight - 2021年2月13日に発売したビジュアルブック[4]。KADOKAWA出版、ISBN 978-4-0473-6503-2

## イベント
- POP UP STORE - 2020年11月13日 - 20日にSHIBUYA109にて開催[5]。